# Starhawk (Marvel Comics)
Stakar Ogord mais conhecido como Starhawk, é um personagem fictício que aparece nas histórias em quadrinhos publicadas pela editora norte-americana Marvel Comics.
Stakar estava destinado a eventualmente re-habitar seu corpo infantil, revivendo sua vida por inúmeras vezes. Por causa do conhecimento das coisas que estavam por vir, ele manipulou vários eventos para afetar o que pra ele era o melhor para o universo, referindo-se a si mesmo como "Aquele Que Sabe". Ele fez muitos inimigos ao fazer isso, mas sua adulteração e orientação também levou à formação dos Guardiões da Galáxia no século 31.

## Publicação
Um personagem chamado Starhawk apareceu em um anúncio na última página de Marvel Super-Heroes #20 (maio de 1969) como o personagem que apareceria na próxima edição. A próxima edição, no entanto, e todas as edições subsequentes do título, foram reimpressões do material mais antigo da Marvel. A capa não utilizada do personagem Starhawk da Marvel Super-Heroes foi usada como capa da terceira edição da Marvelmania , o fanzine interno da Marvel e a primeira parte da própria história não usada de Roy Thomas e Dan Adkins, foi impressa em Marvelmania #6. Embora a serialização fosse continuar na próxima edição, o título foi cancelado antes que isso acontecesse. 
A in-continuidade do personagem Starhawk apareceu pela primeira vez  em The Defenders #27 (Set. de 1975), sendo que sua primeira aparição completa em The Defenders #28 (Out. de 1975). O personagem foi criado por Steve Gerber e Sal Buscema. Não está claro se este Starhawk tem alguma conexão com o personagem Marvel Super-Heroes.
Starhawk aparece junto com o resto da equipe original dos Guardiões da Galáxia na série em quadrinhos de 2014, Guardians 3000. O escritor Dan Abnett o descreveu como "a alma" da equipe.

## Biografia ficcional do personagem
Quando a realidade alternativa conhecida como Terra-691 foi assolada pela Guerra dos Mundos em junho de 2001, o super-herói Quasar resgatou Kismet, grávida, e a levou ao planeta Vesper. Quasar foi morto em seu caminho de volta à Terra. Assim que Kismet deu à luz, seu filho foi sequestrado pela criatura do mal, Era e deixado em Arcturus IV. Ele foi encontrado por Ogord dos Reavers, que o criou como seu próprio filho e o nomeou Stakar. Em algum momento de sua vida, a mente adulta de Stakar foi enviada de volta no tempo e possuía seu eu infantil. Este ciclo se repetiu muitas vezes, fazendo Stakar viver sua vida repetidamente.
Stakar cresceu em Arcturus IV. Ele era um pacifista e uma grande decepção para sua família adotiva, pois se interessou pela arqueologia.
Devido a um acidente, ele foi fundido com Aleta Ogord e tornou-se Starhawk. Eles fugiram de Ogord, casados e tiveram filhos. Depois que eles foram refundados, Stakar saiu de casa e se juntou aos Guardiões da Galáxia, os ajudando a expulsar os Badoons da Terra. Quando os Guardiões se viram incapazes de se encaixar na vida civil do pós-guerra, Starhawk os levou a uma missão para explorar o espaço. Durante este tempo, ele e Aleta lutaram pelo controle de seus corpos, porque Aleta estava tentando fazer com que seu corpo volta-se para seus filhos que estavam em perigo.
Enquanto, porém, Stakar continuava fazendo mudanças em sua vida, suas memórias pareciam mudar. Embora gostasse de fazer parte dos Guardiões, ele parecia estar apenas preocupado consigo mesmo. Ele se re-fusionou com Aleta para se manter vivo, no entanto, Aleta acabou o dominando e em seguida se separou dele mais uma vez.

## Poderes e habilidades
A verdadeira extensão dos poderes de Starhawk é desconhecida, mas dizem que eles são de natureza imensa. Ele tem uma vida incrivelmente longa, possivelmente herdada de sua mãe ou devido à sua capacitação pelo Deus Hawk:
- Força Sobre-Humana: Stakar de tempos em tempos demonstra uma capacidade de força muito maior que a de um ser humano. Quando ele e Aleta foram fundidos, Starhawk poderia bater seus poderes de luz sólida para reforçar seu próprio corpo à luz, aumentando sua força relativa e durabilidade. Ele se tornou forte o suficiente para enfrentar Thor mano-a-mano por um curto período.

- Reflexos Sobre-Humanos: os reflexos de Stakar são superiores aos do melhor atleta humano.

- Agilidade Sobre-Humana: a agilidade, equilíbrio e coordenação corporal de Stakar estão a níveis que estão além dos limites físicos naturais de até mesmo o melhor atleta humano.

- Velocidade Sobre-Humana: apesar de seu grande tamanho, Stakar pode correr e se mover a velocidades que estão além dos limites físicos do melhor atleta humano.

- Durabilidade Sobre-Humana: os tecidos corporais de Stakar são muito mais mais resistentes a lesões físicas do que os tecidos corporais de um ser humano normal. Starhawk é altamente resistente a ferimentos por perfuração; mesmo por balas de metralhadora de alto calibre. Starhawk também pode suportar tremendas forças de impacto, como cair de grandes alturas ou ser repetidamente atingido por inimigos super-humanos, sem ser ferido.

- Vigor Super-Humano: O corpo de Stakar lhe concede resistência física ilimitada sendo, portanto, imune à fadiga.

- Imortalidade: para todos os efeitos, Starhawk é imortal. Pois ele não envelhece mais e é imune a doenças e infecções. Este privilégio sustenta a sua vitalidade física muito mais eficientemente do que o processo bioquímico que sustenta a vida humana comum.

- Manipulação da Luz: Starhawk pode manipular a luz para criar explosões de força concussiva de energia fotônica, calor e construções de luz sólidas. Ao tocar nos poderes de Aleta (quando fundido com ela), ele também pode gerar essas mesmas construções sólidas de luz; é desconhecido se ele pode fazê-lo desde a sua separação.

- Voo: rodeando-se com fótons misturados com anti-grávitons, Starhawk pode voar em grandes velocidades, chegando até mesmo a exceder a velocidade da luz (embora ele nunca faça isso dentro de uma atmosfera planetária). Ele pode voar a velocidades ainda maiores com suas velas solares, um conjunto de asas de planador retráteis que fazem parte de seu traje. Starhawk também aproveita as ondas de luz e as partículas fotônicas dos ventos solares para aumentar seus poderes, eles tornam seus vôos mais fáceis e rápidos.

- Sentidos Aprimorados: os sentidos naturais de Starhawk, especialmente a acuidade visual, são aumentados a um grau sobre-humano; além disso, seus poderes lhe dão sensibilidade extrasensorial aos padrões de energia e flutuações no ambiente, e ele pode rastrear trilhas de energia através de distâncias intergalácticas.

- Preconição: Starhawk aparentemente possui um sentido precognitivo, o que justifica seu codinome: "Aquele Que Sabe", mas isso é realmente um efeito de lembrar o que aconteceu em seu ciclo de vida anterior. No entanto, devido aos esforços de Starhawk, ele consegue mudar os eventos em cada ciclo, bem como as manipulações de seres com maior compreensão do universo, assim como Mephisto, essas memórias podem se tornar não confiáveis; o impulso geral dos acontecimentos pode ser o mesmo, mas os detalhes vitais podem diferir de sua encarnação anterior.

- Manipulação da Escuridão: quando ele forçou Aleta a re-fundir-se a ele depois de sua segunda separação, o poder de Starhawk mudou de luz para escuro, e ele foi capaz de criar construções de escuridão sólidas, e gerar explosões de energia sombria.

### Habilidades
- Arqueologia: Stakar tem conhecimento da arqueologia do planeta Arcturus IV. Ele também possui um extenso conhecimento sobre várias civilizações em toda a Via Láctea.

### Equipamento
- Traje Starhawk: seu traje é constituído de materiais alienígenas, incluindo uma máscara transparente retrátil, um sistema de suporte de vida e asas retráteis que absorvem a energia solar.

## Em outras mídias

### Filmes

#### Universo Marvel Cinematográfico
- Stakar Ogord é interpretado por Sylvester Stallone no filme lançado em 2017, Guardiões da Galáxia Vol. 2.[4] Ele é um membro de alto nível dos Ravagers e tem uma história com Yondu Udonta. Stakar foi quem salvou Yondu de anos de escravidão pelos Kree. Ele e Martinex mais tarde se depararam com Yondu no planeta Contraxia, onde eles lhe lembram por que ele está no exílio mencionando como ele quebrou o Código Ravagers. Após o sacrifício de Yondu, Stakar e Martinex estão entre os Ravagers que atendem seu funeral. Em uma cena de créditos médios, Stakar e Martinex se reencontram com seus antigos companheiros Charlie-27, Aleta Ogord, Mainframe e Krugarr.